# Lisa (rappeuse)
Pour les articles homonymes, voir Lisa.
Lisa (hangeul : 리사), de son nom de naissance Pranpriya Manobal (en thaï : ปราณปรียามโนบาล) puis changé en Lalisa Manobal (en thaï : ลลิษามโนบาล), aussi connue sous le nom de Lalisa, née le 27 mars 1997 dans la province de Buriram (Thaïlande), est une danseuse, rappeuse, chanteuse et actrice thaïlandaise.
Elle est notamment membre du girl group sud-coréen Blackpink, qui fait ses débuts sous l'égide du label YG Entertainment. Elle fait ses débuts d'actrice dans la série télévisée The White Lotus de HBO.
Lisa est également ambassadrice de plusieurs marques notamment Celine, Louis Vuitton ou Bulgari.

## Biographie
Lisa est née le 27 mars 1997 dans la province de Buriram, en Thaïlande,. Son beau-père est Marco Brüschweiler, un chef cuisinier suisse renommé. Lisa a suivi l'enseignement secondaire à Praphamontree School I et II. Elle parle le thaï, le coréen, le japonais et l'anglais.Et le chinois 
Elle commence à prendre des cours de danse à l'âge de quatre ans, et participe souvent à des concours de danse, notamment dans To Be Number One. Elle intègre un groupe de danse appelé We Zaa Cool avec BamBam de Got7. En septembre 2009, le groupe participe au concours LG Entertainment Million Dream Sanan World et remporte le prix de l'« Équipe spéciale ». Lisa participera, de plus, à un concours de chant en tant que représentante de son école, où elle terminera deuxième.
En 2010, Lisa est l'unique personne acceptée en Thaïlande lors de l'audition du label sud-coréen YG Entertainment qui réunit 4 000 candidats, et où elle arrive première du classement. Elle rejoint le label en avril 2011, alors âgée de 14 ans. En novembre 2013, elle apparaît dans le clip Ringa Linga de Taeyang, où elle était l'une des danseuses, aux côtés des groupes iKon et Winner. À partir de 2014, elle collabore également avec la marque de vêtements NONAGON, aux côtés de B.I et Bobby du groupe iKON.

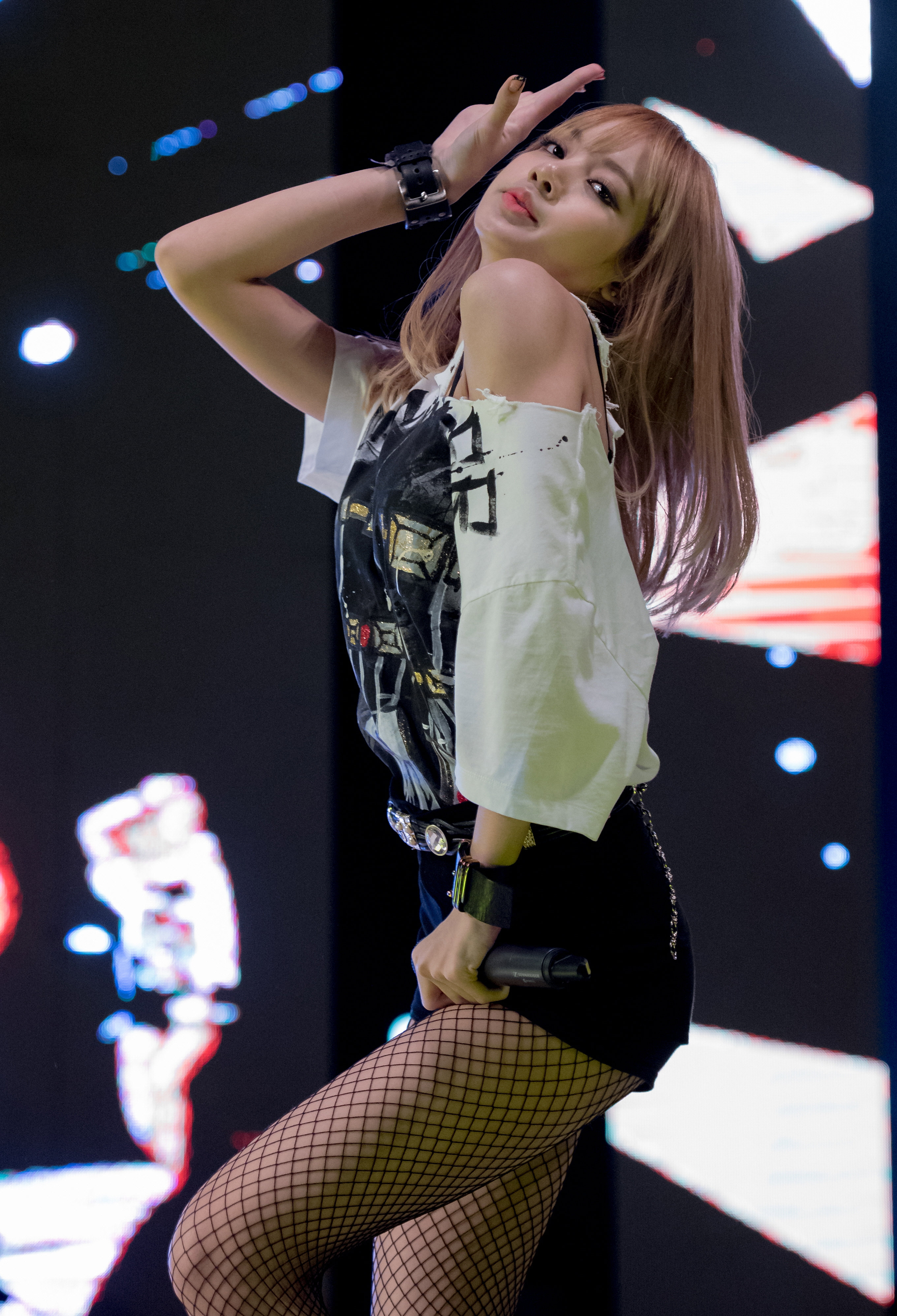
Lisa en 2017.

Lisa rejoint le groupe féminin sud-coréen Blackpink en 2016. Elle en devient la danseuse et rappeuse. Elle est également la plus jeune du groupe, la « maknae », et la deuxième membre révélée par l'agence.
En février 2018, elle crée sa propre collection en collaboration avec Nonagon.
En septembre 2018, Lisa participe à l'émission MBC Real Man 300 en tant que membre permanent pour l'édition de l'Académie de l'armée coréenne. Elle remporte le prix de « personnage de l'année » pour son apparition dans cette émission lors des MBC Entertainment Awards 2018.
Le 5 novembre 2018, elle ouvre sa chaîne YouTube, Lilifilm Official. Elle y partage, entre autres, des vlogs et des vidéos de danse. En juillet 2019, la chaîne comptait plus d'un million d'abonnés, ce qui lui a permis de recevoir un YouTube Gold Play Button. L'un des passages d’une de ses vidéos de danse est devenu viral en 2020, après la création d’un mème où une capture d'écran de ses jambes était juxtaposée au corps d'un personnage ou d'une personne publique. Plusieurs célébrités ont participé à cette tendance : Dolly Parton, Stephen Colbert, James Corden, Luke Evans, Lil Nas X et bien d’autres.
En mars 2020, Lisa devient mentor de danse de la deuxième saison du programme de survie chinois, iQIYI Youth With You. En février 2021, elle réitère l’expérience en tant que mentor de danse dans la saison 3 du même programme.
Le 19 avril 2021, un responsable de YG Entertainment révèle au journal sud-coréen The Korea Herald que Lisa serait la troisième membre de Blackpink à faire ses débuts en solo. Le 12 juillet, YG Entertainment révèle que le tournage de son clip est en cours.
Son premier album, Lalisa, et le single du même nom sortent le 10 septembre 2021. Dès sa sortie, le clip de Lalisa est devenu le clip de l’artiste solo la plus vue en 24 heures avec 73,6 millions de vues, battant le record détenu par Me! de Taylor Swift et Brendon Urie. Lalisa, ainsi que la deuxième chanson de son album, Money, atteignent respectivement la deuxième et dixième place du Billboard Global 200,. Le single se vend à 736 221 exemplaires en Corée du Sud la première semaine de sa sortie, établissant le record des ventes les plus élevées en première semaine parmi les artistes féminines. Ses deux singles solo Lalisa et Money ont été vus chacun plus de 400 millions de fois sur You Tube en 2021.
En octobre 2021, Lisa confirme sa collaboration avec Ozuna, DJ Snake et Megan Thee Stallion en publiant un teaser de la chanson, intitulée SG. La chanson est publiée le 22 octobre.

### Autogestion,Alter Egoet débuts en tant qu'actrice (2023-)
Le 22 novembre 2023, Lisa est investie par le roi Charles III en tant que membre honoraire de l'ordre de l'Empire britannique (MBE) aux côtés de Jisoo, Jennie et Rosé lors d'une cérémonie d'investiture spéciale au palais de Buckingham, à laquelle assistait également Yoon Suk-yeol, le président de la république de Corée,. Le 5 décembre 2023, le label YG Entertainment annonce que Lisa et les autres membres de Blackpink ont renouvelé leurs contrats pour les activités de groupe et que les contrats individuels des membres sont toujours en cours de discussion. Le 29 décembre 2023, le label confirme que Lisa et les autres membres de Blackpink ont accepté de ne pas signer de contrat avec le label pour des activités individuelles. Le 26 décembre 2023, elle devient la première asiatique ainsi que la première artiste de K-pop a atteindre les 100 millions d'abonnés sur Instagram.
Le 26 janvier 2024, elle est la tête d'affiche et participe au gala des pièces jaunes au palais omnisports de Paris-Bercy organisé par Brigitte Macron. Elle interprète un medley de ses singles solo Lalisa et Money. Lors de cet événement, elle fait également une apparition surprise pendant le set de DJ Snake, au cours duquel ils interprètent SG en direct pour la première fois ensemble. Le 8 février 2024, elle annonce qu'elle a lancé sa propre société de gestion d'artistes, appelée Lloud. Le magazine Variety révèle que Lisa sa fera ses débuts d'actrice dans la troisième saison de la série télévisée The White Lotus, diffusée sur HBO, et qu'elle sera créditée sous son nom de famille, Lalisa Manobal. Le 10 avril 2024, il est annoncé que, dans le cadre d'un partenariat avec Lloud, Lisa a rejoint RCA Records pour sortir de la musique en solo et qu'elle aura la pleine propriété de tous ses enregistrements dans le cadre de cet accord.
Le 6 juin 2024, Lisa commence à annoncer sa nouvelle musique en créant un nouveau compte TikTok et en postant une vidéo accompagnée d'un extrait de teaser, lui permettant d'établir un record du Livre Guinness des records en gagnant un million de followers en seulement deux heures et 18 minutes. Le 27 juin 2024, elle sort officiellement le single Rockstar chez Lloud et RCA Records. Ce nouveau morceau est accompagné d'un clip réalisé par Henry Schofield et chorégraphié par Sean Bankhead, filmé à Bangkok et rendant hommage à sa culture thaïlandaise. Rockstar débute à la quatrième place du Billboard Global 200 et à la première place du Billboard Global Excl. US, devenant ainsi le troisième succès de Lisa dans le top 10 des deux classements et son premier succès numéro un dans le dernier classement. Elle fait également ses débuts à la 70e place du Billboard Hot 100 aux États-Unis, ce qui en fait la chanson la plus populaire de Lisa et sa troisième entrée dans le classement.
Le 15 août 2024, Lisa sort son deuxième single intitulé New Woman avec la chanteuse espagnole Rosalía. Le morceau débute à la 15e place du Billboard Global 200 et à la 6e place du Billboard Global Excl. US, devenant le quatrième succès de Lisa dans le top 10 de ce dernier classement. Il débute également à la 97e place du Billboard Hot 100 aux États-Unis, faisant d'elle la première soliste de K-pop à figurer quatre fois dans ce classement. Le 11 septembre 2024, Lisa participe aux MTV Video Music Awards 2024, marquant sa première grande performance en tant qu'artiste solo et faisant d'elle la première soliste de K-pop de l'histoire à participer à l'émission. Son morceau Rockstar reçoit quatre nominations lors de la cérémonie et remporte le prix de la meilleure K-Pop, faisant de Lisa la première artiste solo à remporter ce prix deux fois.
Le 28 septembre 2024, Lisa est la tête d'affiche du Global Citizen Festival, c'est sa première prestation en solo lors d'un festival. Au cours de sa prestation, elle présente par surprise une nouvelle chanson intitulée Moonlit Floor (Kiss Me) qui est publiée par la suite le 3 octobre 2024,. Le 15 octobre 2024, elle participe au Victoria's Secret Fashion Show 2024. À partir du 11 novembre 2024, Lisa se lance dans sa tournée 2024 intitulée Fan Meetup en Asie, qui comprend cinq concerts. Lors de cette tournée, elle annonce son premier album studio intitulé Alter Ego et dont la sortie est prévue pour le 28 février 2025. La veille du nouvel an 2024, elle est la tête d'affiche de l'événement Amazing Thailand Countdown 2025 à Bangkok.
Le 6 février 2025, elle sort le morceau Born Again avec Doja Cat et Raye comme quatrième single d'Alter Ego. La chanson atteint la première place de l'Official Thailand Chart, la 22e place du Billboard Global 200 et la 68e place du Billboard Hot 100. Le 18 février 2025, la chanteuse annonce le lancement de sa société de bandes dessinées, Lalisa Comics, en partenariat avec Zero Zero Entertainment. La première sortie de la société, prévue pour le 24 mars 2025, est un roman graphique intitulé Alter-Ego : The Official Comic, qui accompagne l'album, écrit par Lisa et illustré par Minomiyabi. Le 28 février 2025, elle publie son premier album studio intitulé Alter Ego,,. Composé de 15 titres et d'une durée de 42 minutes, l'album comprenant de nombreux featuring tels que Doja Cat, Raye, Rosalía, Future, Megan Thee Stallion et Tyla,.
Le 2 mars 2025, elle chante lors de la 97e cérémonie des Oscars en l'honneur de James Bond aux côtés de Raye et Doja Cat,.

### Vie privée
En juillet 2023, des médias rapportent que Lisa serait en couple avec Frédéric Arnault, homme d'affaires et héritier du groupe LVMH,. Cependant, la rumeur n'a jamais été confirmée, ni même niée, par les intéressés. Toutefois, ils sont régulièrement aperçus ensemble lors de sorties privées depuis ce jour,,,. À travers les paroles de son single Moonlit Floor, Lisa semblera confirmer implicitement sa relation.

## Autres activités

### Mode et publicité
Le 21 mars 2018, après avoir été l'image publicitaire pour la marque de cosmétiques sud-coréenne Moonshot, Lisa est choisie comme ambassadrice de la marque en Chine. Le 25 juillet 2019, elle devient l'ambassadrice et présentatrice de la marque Moonshot pour la nouvelle collection lancée en Thaïlande, où six des produits incluent la signature de Lisa sur leur emballage.

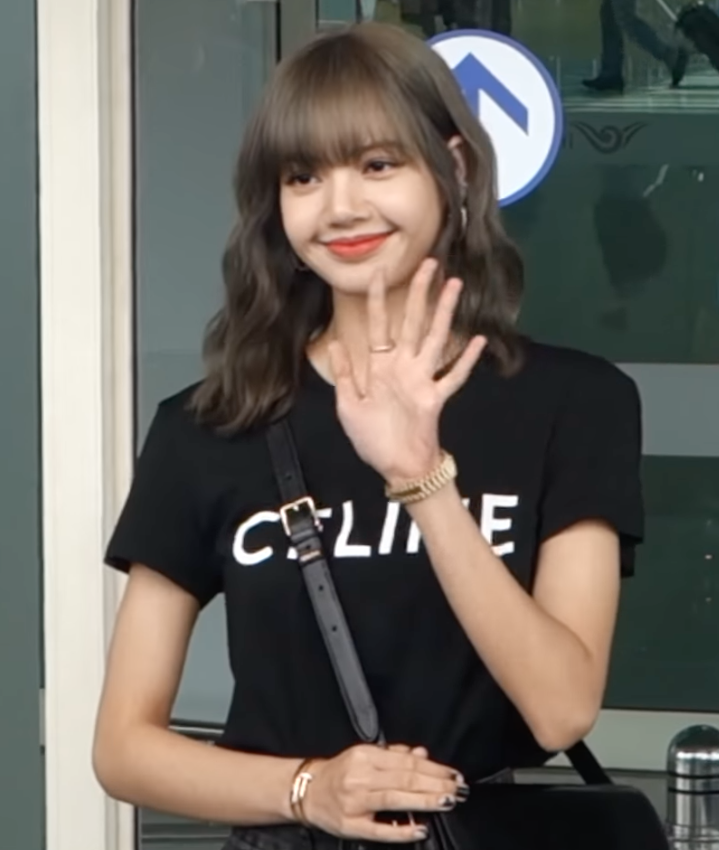
Lisa à l'aéroport d'Incheon direction Paris pour le défilé Céline en 2019.

Le 28 mars 2019, Lisa signe son premier contrat de parrainage en solo pour AIS Thailand, le plus grand opérateur de téléphonie mobile thaïlandais. Sa campagne publicitaire est devenue la publicité la mieux notée en Thaïlande. Le 11 mai 2019, Lisa devient la représentante de Samsung pour le Samsung Galaxy S10 en Thaïlande. Dans le jeu mobile Ragnarok M: Eternal Love, Lisa apparaît en tant que personnage sur leur serveur "Midnight Party" depuis le 24 juillet 2019. En novembre 2019, Penshoppe annonce que Lisa les rejoint en tant que nouvelle ambassadrice.
En janvier 2020, Lisa rejoint le label de Mino, membre du groupe Winner, en tant que modèle pour la gamme de vêtements My Shelter de la marque Adidas pour la saison SS20. Elle devient la nouvelle porte-parole de la marque D&G Downy en Chine en mai 2020, ainsi que porte-parole de la marque chinoise de yaourt de Mengniu Dairy Zhengouli. Le 27 juin 2020, Tencent Games annonce que Lisa est la nouvelle porte-parole de Supercell en Chine pour leur jeu vidéo mobile Brawl Stars. En octobre 2020, MAC Cosmetics nomme Lisa comme ambassadrice mondiale de la marque.
En janvier 2019, Lisa est annoncée comme égérie d'Hedi Slimane, directeur artistique, créatif et image de la marque française Céline. Elle est désignée, en septembre 2020, l’ambassadrice mondiale de Céline. Elle apparaît dans la campagne Essentials de la marque en juin 2020. Par la suite, le 24 juillet 2020, Lisa est officiellement nommée comme nouvelle ambassadrice de la marque Bulgari, une marque de luxe italienne. Elle participe aux campagnes digitales des collections « Serpenti » et « Bzero One ».
Le 16 février 2021, Lisa fait partie du jury invité du prix de la mode française ANDAM. Le 22 février 2021, Lisa se révèle être l’ambassadrice de la marque Vivo pour le smartphone Vivo S9.
En juin 2021, Lisa fait pour la première fois la couverture du magazine de mode Vogue Japan, devenant ainsi la sixième chanteuse à occuper la couverture du magazine, rejoignant ainsi les chanteuses Florence Welch, Katy Perry, Yoshiki, Namie Amuro et Nicki Minaj. Le mois suivant, Lisa fait la couverture de Vogue Hong Kong, rejoignant Rihanna comme seules artistes étrangères à figurer en couverture de ce magazine.
En septembre 2021, elle est nommée nouvelle ambassadrice de la marque thaïlandaise Dentist, une entreprise d'hygiène bucco-dentaire présente dans vingt-cinq pays, pour promouvoir la santé dentaire.

### Photographie
Passionnée par la photographie, Lisa publie 0327, un livre photo en édition limitée rempli entièrement de photographies prises par elle-même avec un appareil photo argentique. Le livre photo est sorti le jour de son anniversaire en 2020. Un deuxième volume sort le 27 mars 2021, et un autre le 27 mars 2023.

## Influence

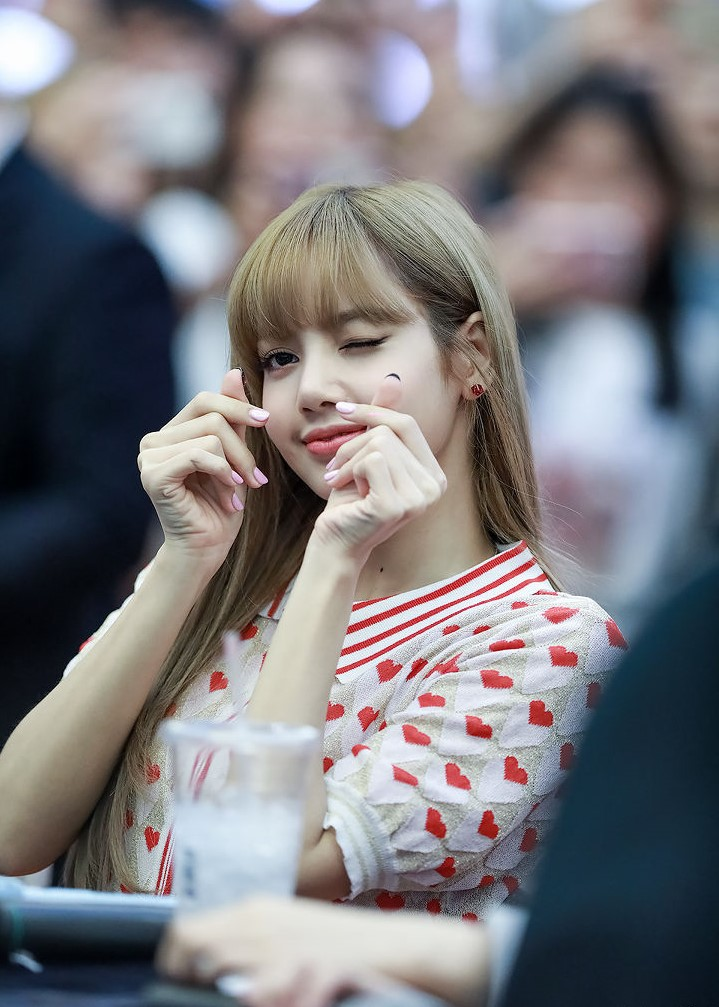
Lisa à un événement de fans de Blackpink à l'AK Plaza de Bundang en 2018.

Lisa est classée 10e lors du « Best Asian Female Celebrity faces - Fashion Face Award Year 2016 » et 11e au « Fashion Face Award Year 2017 » par le magazine de mode I-Magazine. Elle est également désignée comme la personnalité la plus populaire de l'année 2018 en Thaïlande par le journal The Standard.
En avril 2019, elle devient l'idole K-pop la plus suivie sur Instagram, avec 17,4 millions d'abonnés. En avril 2021, elle est la première idole K-pop à rassembler plus de 50 millions d'abonnés. Lisa est apparue en première couverture de magazine Harper's Bazaar Thailand pour le numéro de mai 2019. Un distributeur d'Harper's Bazaar a rapporté que les 120 000 exemplaires imprimés étaient épuisés et qu'habituellement les numéros étaient imprimés entre 30 000 et 60 000 exemplaires seulement.
Pendant la Fashion Week de Paris, Lisa participe au défilé de mode Céline pour la collection homme printemps-été 2020. Lisa a, plus tard, rapporté que les recherches mondiales pour le sac « Triomphe » de Céline ont bondi de 66 % le 28 juin 2019, après que Lisa soit apparue portant ce sac sur ses réseaux sociaux.
Selon l'enquête « 2021 Overseas Korean Wave Survey » mené par le ministère de la Culture, des Sports et du Tourisme coréen, Lisa se classe parmi les vingt chanteurs coréens les plus populaires à l'étranger, aux côtés notamment de G-Dragon, IU, Psy, Blackpink. L'enquête a collecté des données dans 18 pays, auprès de 8 500 hommes et femmes âgés de 15 à 59 ans. En octobre 2020, l'annonce de Lisa en tant que première idole K-pop féminine à être nommée ambassadrice mondiale de MAC Cosmetics a généré 1,83 million de dollars en valeur d'influence médiatique.
La chanson Tomboy de Destiny Rogers connaît une augmentation de 1939 % des flux quotidiens sur Spotify, après que Lisa l'a utilisée dans une de ses vidéos de danse publiées sur sa chaîne YouTube Lilifilm Official. La chanson et l'EP Tomboy sont également entrés dans les charts iTunes et Apple Music, grâce à la vidéo de Lisa.
À la suite du clip vidéo de son premier single Lalisa le 10 septembre 2021, les marchés de la ville de Bangkok signalent une augmentation des ventes de costumes et d'accessoires thaïlandais traditionnels, en raison de références faites par Lisa dans son clip, où elle porte des vêtements de sa province d'origine, Lamphun,.
Le 14 septembre 2021, le Premier ministre thaïlandais, Prayut Chan-o-cha, félicite Lisa pour avoir exposé le château de pierre historique du temple hindou Phanom Rung dans son clip Lalisa.

## Discographie

### Album studio
| Titre     | Détails | Classements | Classements | Classements | Classements | Classements | Classements | Classements |
| Titre     | Détails | JAP         | AUS         | ALL         | FRA         | GBR         | CAN         | USA         |
| --------- | --- | ----------- | ----------- | ----------- | ----------- | ----------- | ----------- | ----------- |
| Alter Ego | - Date de sortie : 28 février 2025 - Labels : LLOUD, RCA Records - Formats : CD, vinyle, téléchargement numérique, streaming | 26          | 5           | 2           | 3           | 20          | 21          | 7           |

### Single album
| Titre  | Détails | Classement | Ventes                |
| Titre  | Détails | COR        | Ventes                |
| ------ | --- | ---------- | --------------------- |
| Lalisa | - Date de sortie : 9 septembre 2021 - Label : YG Entertainment, Interscope Records - Formats : CD, vinyle, téléchargement numérique, streaming | 1          | COR : plus de 808 000 |

### Singles
| Année                                                           | Titre                              | Meilleures positions | Meilleures positions | Meilleures positions | Meilleures positions | Meilleures positions | Meilleures positions | Meilleures positions | Meilleures positions | Meilleures positions | Album     |
| Année                                                           | Titre                              | COR                  | JAP                  | AUS                  | ALL                  | FRA                  | GBR                  | CAN                  | USA                  | MON                  | Album     |
| --------------------------------------------------------------- | ---------------------------------- | -------------------- | -------------------- | -------------------- | -------------------- | -------------------- | -------------------- | -------------------- | -------------------- | -------------------- | --------- |
| 2021                                                            | Lalisa                             | 64                   | 26                   | 76                   | —                    | 175                  | 68                   | 42                   | 84                   | 2                    | Lalisa    |
| 2021                                                            | Money                              | —                    | —                    | 32                   | 14                   | 75                   | 46                   | 37                   | 90                   | 10                   | Lalisa    |
| 2024                                                            | Rockstar                           | 120                  | 74                   | 61                   | —                    | 90                   | 49                   | 51                   | 70                   | 4                    | Alter Ego |
| 2024                                                            | New Woman (feat. Rosalía)          | 147                  | —                    | —                    | —                    | 76                   | 55                   | 80                   | 97                   | 15                   | Alter Ego |
| 2024                                                            | Moonlit Floor                      | 161                  | —                    | —                    | —                    | —                    | —                    | 88                   | —                    | 24                   | Alter Ego |
| 2025                                                            | Born Again (feat. Doja Cat & Raye) | 192                  | —                    | 48                   | 39                   | 62                   | 13                   | 53                   | 68                   | 22                   | Alter Ego |
| 2025                                                            | Fxck Up the World (feat. Future)   | —                    | —                    | —                    | —                    | —                    | —                    | 85                   | —                    | 25                   | Alter Ego |
| "—" indique que le titre ne s'est pas classé dans cette région. |                                    |                      |                      |                      |                      |                      |                      |                      |                      |                      |           |

#### Titres en featuring et en collaboration
| Année                                                           | Titre                                           | Meilleures positions | Meilleures positions | Meilleures positions | Meilleures positions | Meilleures positions | Meilleures positions | Meilleures positions | Meilleures positions | Meilleures positions | Album         |
| Année                                                           | Titre                                           | COR                  | JAP                  | AUS                  | ALL                  | FRA                  | GBR                  | CAN                  | USA                  | MON                  | Album         |
| --------------------------------------------------------------- | ----------------------------------------------- | -------------------- | -------------------- | -------------------- | -------------------- | -------------------- | -------------------- | -------------------- | -------------------- | -------------------- | ------------- |
| 2021                                                            | SG (avec DJ Snake, Ozuna & Megan Thee Stallion) | —                    | —                    | —                    | —                    | 87                   | —                    | 86                   | —                    | 19                   | Hors-album    |
| 2023                                                            | Shoong! (Taeyang feat. Lisa)                    | 119                  | —                    | —                    | —                    | —                    | —                    | —                    | —                    | 143                  | Down to Earth |
| 2025                                                            | Priceless (Maroon 5 feat. Lisa)                 | —                    | —                    | —                    | —                    | —                    | 69                   | 80                   | 76                   | 40                   | Hors-album    |
| "—" indique que le titre ne s'est pas classé dans cette région. |                                                 |                      |                      |                      |                      |                      |                      |                      |                      |                      |               |

## Filmographie

### Séries télévisées
| Année | Titre           | Chaîne | Rôle | Note(s)  | Réf.    |
| ----- | --------------- | ------ | ---- | -------- | ------- |
| 2025  | The White Lotus | HBO    | Mook | Saison 3 | [ 125 ] |

### Émissions télévisées
| Année(s)  | Titre          | Chaîne | Rôle         | Note(s)        | Réf.    |
| --------- | -------------- | ------ | ------------ | -------------- | ------- |
| 2018      | Real Man 300   | MBC TV | Au casting   | Saison 3       | [ 126 ] |
| 2020–2021 | Youth With You | iQiyi  | Dance mentor | Saisons 2 et 3 | [ 127 ] |

## Récompenses et nominations
| Cérémonie                  | Année | Catégorie                               | Nomination                | Result     | Ref.    |
| -------------------------- | ----- | --------------------------------------- | ------------------------- | ---------- | ------- |
| Hanteo Music Awards        | 2021  | Artist Award – Female Solo              | Lisa                      | Lauréat    | [ 128 ] |
| Hanteo Music Awards        | 2021  | Initial Chodong Record Award            | Lalisa                    | Lauréat    | [ 129 ] |
| Joox Thailand Music Awards | 2020  | Social Superstar                        | Lisa                      | Nomination | [ 130 ] |
| Joox Thailand Music Awards | 2022  | Korean Song of the Year                 | Money                     | Lauréat    | [ 131 ] |
| Joox Thailand Music Awards | 2022  | Korean Song of the Year                 | Lalisa                    | Nomination | [ 132 ] |
| Joox Thailand Music Awards | 2022  | International Song of the Year          | SG                        | Nomination | [ 132 ] |
| MAMA Awards                | 2021  | Worldwide Fans' Choice Top 10           | Lisa                      | Lauréat    | [ 133 ] |
| MAMA Awards                | 2021  | Best Female Artist                      | Lisa                      | Nomination | [ 134 ] |
| MAMA Awards                | 2021  | Best Dance Performance Solo             | Lalisa                    | Nomination | [ 134 ] |
| MAMA Awards                | 2021  | TikTok Favorite Moment                  | Lisa                      | Nomination | [ 135 ] |
| MAMA Awards                | 2021  | Worldwide Icon of the Year (Daesang)    | Lisa                      | Nomination | [ 136 ] |
| MTV Europe Music Awards    | 2021  | Best K-Pop                              | Lisa                      | Nomination | [ 137 ] |
| MTV Europe Music Awards    | 2022  | Best K-Pop                              | Lisa                      | Lauréat    |         |
| MTV Europe Music Awards    | 2024  | Biggest Fans                            | Lisa                      | Lauréat    | [ 138 ] |
| MTV Europe Music Awards    | 2024  | Best K-Pop                              | Lisa                      | Nomination | [ 138 ] |
| MTV Europe Music Awards    | 2024  | Best Video                              | New Woman (feat. Rosalía) | Nomination | [ 138 ] |
| MTV Europe Music Awards    | 2024  | Best Collaboration                      | New Woman (feat. Rosalía) | Lauréat    | [ 138 ] |
| MTV MIAW Awards            | 2022  | Best Fandom                             | Lisa                      | Nomination | [ 139 ] |
| MTV MIAW Awards            | 2022  | Global Hit of the Year                  | Money                     | Nomination | [ 139 ] |
| MTV MIAW Awards            | 2022  | K-Pop Domination                        | Lisa                      | Nomination | [ 139 ] |
| MTV MIAW Awards            | 2023  | K-Pop Domination                        | Lisa                      | Nomination | [ 140 ] |
| MTV Video Music Awards     | 2022  | Best K-Pop                              | Lalisa                    | Lauréat    | [ 141 ] |
| MTV Video Music Awards     | 2024  | Best Art Direction                      | Rockstar                  | Nomination | [ 142 ] |
| MTV Video Music Awards     | 2024  | Best Choreography                       | Rockstar                  | Nomination | [ 142 ] |
| MTV Video Music Awards     | 2024  | Best Editing                            | Rockstar                  | Nomination | [ 142 ] |
| MTV Video Music Awards     | 2024  | Best K-Pop                              | Rockstar                  | Lauréat    | [ 142 ] |
| Seoul Music Awards         | 2022  | Main Award (Bonsang)                    | Lalisa                    | Nomination | [ 143 ] |
| Seoul Music Awards         | 2022  | Korean Wave Award                       | Lisa                      | Nomination | [ 143 ] |
| Seoul Music Awards         | 2022  | Popularity Award                        | Lisa                      | Nomination | [ 143 ] |
| Thailand Master Youth Club | 2021  | Inspirational Role Model for Youth      | Lisa                      | Lauréat    | [ 144 ] |
| Weibo Starlight Awards     | 2020  | Popular Artist of the Year              | Lisa                      | Lauréat    | [ 145 ] |
| Weibo Starlight Awards     | 2020  | Starlight Hall of Fame (Southeast Asia) | Lisa                      | Lauréat    | [ 145 ] |

### Records
Liste des records de Lisa certifiés par le Livre Guinness des records :
| Année | Record | Travail nommé | Réf.    |
| ----- | --- | ------------- | ------- |
| 2021  | Clip vidéo d'un artiste solo de K-pop le plus visionné en 24 heures sur YouTube (73,6 millions).          | Lalisa        | [ 146 ] |
| 2022  | Première artiste solo de K-pop à remporté un prix aux MTV Video Music Awards.                             | Lisa          | [ 146 ] |
| 2022  | Première artiste solo de K-pop à remporté un prix aux MTV Europe Music Awards.                            | Lisa          | [ 146 ] |
| 2022  | Artiste solo de K-pop à cumuler plus d'un milliard de streams le plus rapidement sur Spotify (411 jours). | Lisa          | [ 147 ] |
| 2023  | Artiste K-pop la plus suivie sur Instagram.                                                               | Lisa          | [ 146 ] |
| 2023  | Premier album par un artiste solo de K-pop à cumuler un milliard de streams sur Spotify.                  | Lalisa        | [ 148 ] |
| 2023  | Première chanson par un artiste solo de K-pop à cumuler un milliard de streams sur Spotify.               | Money         | [ 149 ] |